# مقاطعة واتونوان (مينيسوتا)
مقاطعة واتونوان (بالإنجليزية: Watonwan County)‏ هي إحدى مقاطعات ولاية مينيسوتا في الولايات المتحدة الأمريكية.